# 特爾勒斯科格爾山
47°05′58″N 12°29′02″E / 47.099444°N 12.483889°E

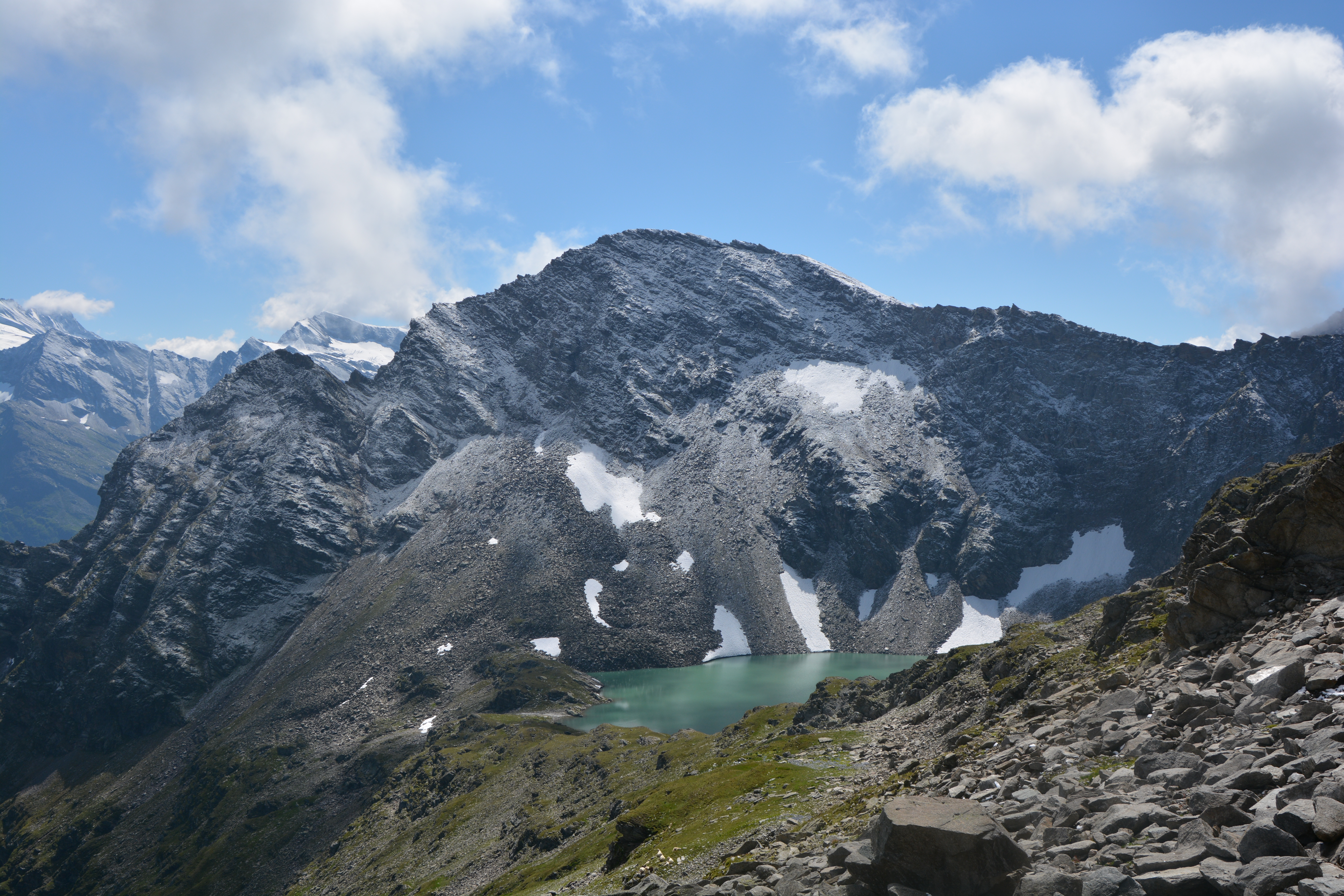

特爾勒斯科格爾山（德語：Törleskogel），是奧地利的山峰，位於該國西部，由蒂羅爾州負責管轄，屬於維內迪傑山脈的一部分，處於東蒂羅爾地區馬特賴，海拔高度2,710米。